# Sopchoppy
La ville de Sopchoppy est située dans le comté de Wakulla, dans la région de Big Bend, État de Floride, aux États-Unis. Sa population s’élevait à 457 habitants lors du recensement de 2010, estimée à 470 habitants en 2016. Sopchoppy fait partie de l’agglomération de Tallahassee, la capitale de l’État.

## Démographie
| 1960 | 1970 | 1980 | 1990 | 2000 | 2010 |
| ---- | ---- | ---- | ---- | ---- | ---- |
| 450  | 460  | 444  | 367  | 426  | 457  |

## Source
- (en) Cet article est partiellement ou en totalité issu de l’article de Wikipédia en anglais intitulé « Sopchoppy, Florida » (voir la liste des auteurs).